# ある戦慄
『ある戦慄』（あるせんりつ、The Incident）は1967年のアメリカ合衆国の映画。深夜の地下鉄車両で暴力にさらされた人々を描いた作品。主演はトニー・ムサンテとマーティン・シーン。

## キャスト
※括弧内は日本語吹替（初回放送1970年7月2日『木曜洋画劇場』）
- ジョー・フェローン：トニー・ムサンテ（永山一夫）
- アーティ・コナーズ：マーティン・シーン（山田康雄）
- フェリックス・テフリンジャー：ボー・ブリッジス（関根信昭）
- バーサ・ベッカーマン：セルマ・リッター（木下ゆず子）
- アーノルド・ロビンソン：ブロック・ピーターズ
- ジョーン・ロビンソン：ルビー・ディー
- アリス・キーナン：ドナ・ミルズ
- サム・ベッカーマン：ジャック・ギルフォード（松村彦次郎）
- ビル・ウィルクス：エド・マクマホン（西桂太）
- ヘレン・ウィルクス：ダイアナ・ヴァン・ダー・ヴリス
- ハリー・パーヴィス：マイク・ケリン
- ミュリエル・パーヴィス：ジャン・スターリング
- ダグラス・マッキャン：ゲイリー・メリル
- ケネス・オーティス：ロバート・フィールズ
- フィリップ・カーマッティ：ロバート・バナード
- ウィルクスの娘：キャスリーン・スミス

## スタッフ
- 監督：ラリー・ピアース
- 製作：モンロー・サクソン、エドワード・メドウ
- 原案・脚本：ニコラス・E・ベア
- 撮影：ジェラルド・ハーシュフェルド
- 編集：アーノルド・レボウィッツ
- 音楽：テリー・ナイト
- 編曲・指揮：チャールズ・フォックス